# NGC 1619
NGC 1619 is een niet-bestaand object in het sterrenbeeld Eridanus. Het hemelobject werd op 22 december 1886 ontdekt door de Amerikaanse astronoom Lewis A. Swift.